# Pseudagrostistachys
Pseudagrostistachys  é um género botânico pertencente à família Euphorbiaceae.

## Espécies
- Pseudagrostistachys africana Pax & K.Hoffm.
- Pseudagrostistachys humbertii Lebrun
- Pseudagrostistachys ugandensis Pax & K.Hoffm.

## Nome e referências
Pseudagrostistachys Pax & K.Hoffm.
| type_species = Agrostistachys africana